# کاخ باکینگهام

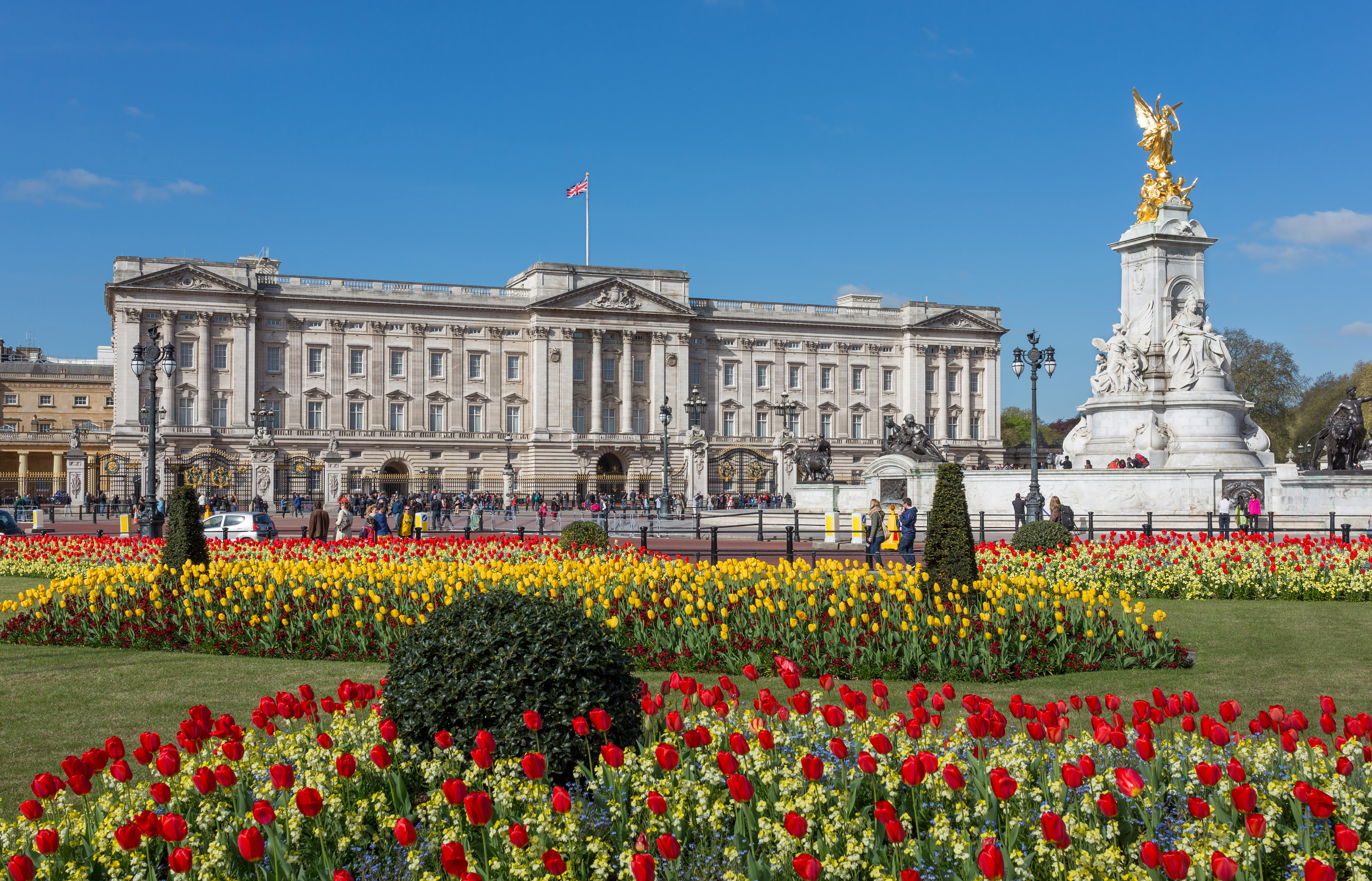
کاخ باکینگهام. این محوطه جلویی اصلی (جلوی شرقی) کاخ است؛ در ابتدا به وسیله ادوارد بلور ساخته شد و در سال ۱۸۵۰ تکمیل گردید. ظاهر فعلی این محوطه در سال ۱۹۱۳ به وسیله آستون وب ساخته نوآرایی شد.

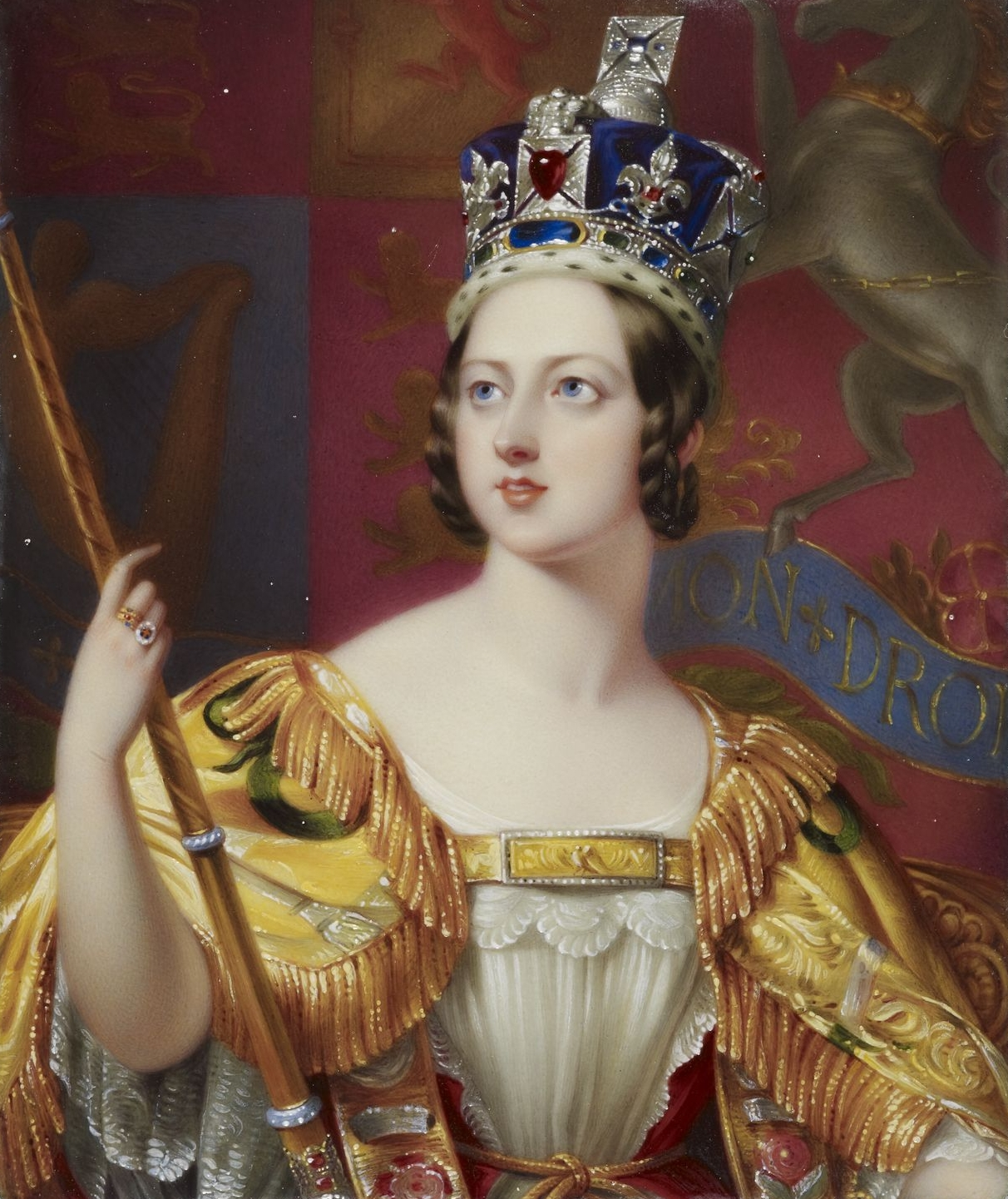
ملکه ویکتوریا، اولین سلطنت نشینی که کاخ باکینگهام را خانه خود گزید، و پس از بر تخت نشستنش در سال ۱۸۳۷ به کاخ تازه تکمیل شده نقل مکان کرد.

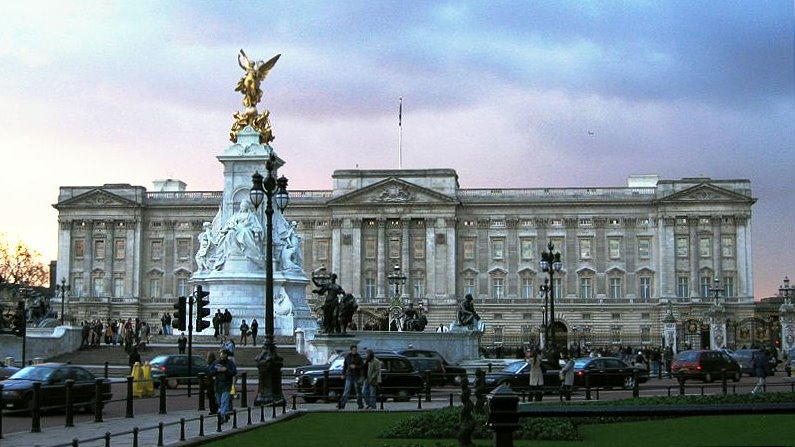
نمایی از در شمالی کاخ باکینگهام و یادبود ملکه ویکتوریا.

کاخ باکینگهام (به انگلیسی: Buckingham Palace) کاخی در لندن است که اقامتگاه اصلی خانواده سلطنتی بریتانیا است. این کاخ همچنین یکی از بزرگترین کاخ‌های سلطنتی فعال دنیاست. این کاخ که در شهر وست‌مینستر قرار دارد، اغلب مرکز رویدادهای عمومی ویژه، مهمانی‌های سلطنتی و جشن‌های ملی بریتانیایی‌ها است.
نام اصلی این مکان خانه باکینگهام است. ساختمانی که هستهٔ کاخ امروزی را شکل می‌دهد، یک خانه شهری متعلق به دوک باکینگهام ساخته شده در سال ۱۷۰۳ در محلی بود که به مدت حداقل ۱۵۰ سال یک ملک شخصی به‌شمار می‌آمد. بعدها و در سال ۱۷۶۱، پادشاه جرج سوم آن را به تملک خود درآورد و به خانه شخصی ملکه شارلوت تبدیل کرد و نام آن به «خانه ملکه» مبدل شد. این عمارت در طول سده ۱۹ام، به‌وسیله دو معمار به نام‌های جان نش و ادوارد بلور توسعه یافت. آن‌ها پیرامون حیاط مرکزی سه قسمت درست کردند. کاخ باکینگهام در نهایت با به‌تخت نشستن ملکه ویکتوریا در سال ۱۸۳۷، به کاخ سلطنتی رسمی بریتانیا تبدیل شد. آخرین ساختمان‌های اصلی از جمله بخش نمای شرقی که شامل یک ایوان مشهور بوده که خانواده سلطنتی به‌طور سنتی برای سلام دادن به جمعیت در آنجا جمع می‌شوند، در اواخر سده ۱۹ام و اوایل سده ۲۰ام افزوده شدند. اما کلیسای کاخ در اثر برخورد بمب آلمان‌ها در جنگ جهانی دوم تخریب شد؛ گالری ملکه در آن محل برپا و در سال ۱۹۶۲ به روی عموم گشوده شد تا کارهای هنری کلکسیون سلطنتی را در معرض نمایش قرار دهند.
طراحی‌های داخلی اصلی از جمله استفاده گسترده از سنگ مرمرنمای رنگارنگ و لاجوردهای آبی و صورتی، به پیشنهاد سر چارلز لانگ، که در اوایل سده نوزدهم صورت گرفتند، هنوز دست‌نخورده باقی مانده‌اند. پادشاه ادوارد هفتم دستور به نوآرایی کاخ، با طرح عصر طلایی اروپا به رنگ کرم و طلایی داد. بسیاری از اتاق‌های پذیرایی کوچکتر، به شیوه چینی‌گرایی سلطنت چینیان و با استفاده از وسایلی که از پاویلیون سلطنتی در برایتون و خانه کارلتون آمده بودند، تزیین شده‌اند. باغ کاخ باکینگهام بزرگترین باغ شخصی لندن است.
اتاق‌های دولتی که برای سرگرمی‌های رسمی و دولتی استفاده می‌شد، همه ساله در بیشتر روزهای اوت و سپتامبر، به عنوان بخشی از گشایش تابستانی کاخ، برای عموم بازند.

## تاریخچه

### مکان

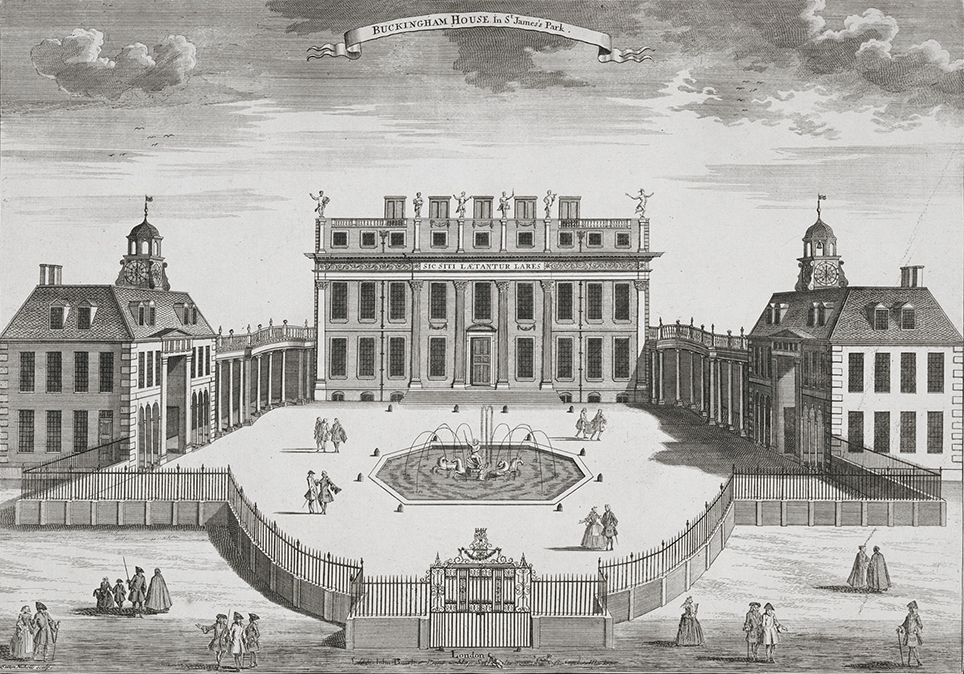
خانه باکینگهام، در سال ۱۷۱۰ میلادی، به دست ویلیام ویند برای اولین دوک باکینگهام ساخته شد. این محوطه امروزه به ورودی عظیم در بخش غربی تبدیل شده‌است و اتاق سبز بالای آن است.

در قرون وسطی، مکان کاخ آینده، بخشی از خانه ابوری بود. آب زمین حاصل‌خیز به وسیله رودخانه تیبورن تأمین می‌شد، که اکنون نیز در زیر حیاط و بخش جنوبی کاخ جریان دارد. در کناره رود، روستای آی کراس شکل گرفت. مالکیت آن مکان چندین‌بار تغییر یافت. صاحبان آن در اواخر دوره آنگلوساکسون‌ها، ادوارد خستو و ملکه همسر او ادیس وسکس بودند، و در زمان سلطهٔ نورمن‌ها، به دست ویلیام یکم افتاد. ویلیام آن مکان را به گئوفری دماندویله سپرد و او آن مکان را به راهبان کلیسای وست‌مینستر وقف کرد.
در سال ۱۵۳۱، هنری هشتم، بیمارستان سنت جیمز (بعداً نام کاخ سنت جیمز را به خود اختصاص داد) را از دانشگاه آیتون دایر کرد و در سال ۱۵۳۶ خانه ابوری را از کلیسای وست‌مینستر گرفت. این انتقال‌ها مکان کاخ باکینگهام را بعد از به تخت نشستن ویلیام در حدود ۵۰۰ سال قبل به دست سلطنت برگرداند.
مالکان بسیاری آن زمین را اجاره کردند و قانون مالکیت مطلق در طول قرن هفدهم موضوع زمین‌خواری‌های دیوانه وار شد. در آن زمان، روستای قدیمی آی کراس وارد فساد شده و این مکان بیشتر، جایی بایر بود. نیاز به پول سبب شد تا جیمز یکم بخشی از زمین‌ها را فروخت اما قسمتی از آن مکان را نگه داشت و به منظور تولید ابریشم، یک باغ شاه‌توت ۱۶٬۰۰۰ متر مربعی در آن جا تأسیس کرد. این مکان در گوشه شمال غربی کاخ امروزی واقع است. کلمنت واکر در کتاب خود، آنارشیا آنگلیکانا (۱۶۴۹) به «وسایل نوساخت در باغ شاه‌توت جیمز اشاره می‌کند.»؛ او پیش‌بینی کرد که آن جا به یک روسپی‌خانه تبدیل خواهد شد. نهایتاً، در اواخر قرن ۱۷ام، این مکان از دارایی‌های هاگ آدلی ثروتمند، به مری دویس رسید.

### اولین خانه‌های واقع در آن مکان

#### خانه گورینگ
احتمالاً اولین خانه‌ای که در این مکان بنا شد، در تملک سر ویلیام بلیک (حدوداً ۱۶۲۴) بود. صاحب بعدی جرج گورینگ بود که پس از ۱۶۳۳، خانه بلیک را گسترش و بسیاری از باغچه‌های امروزی آن را پرورش داد. از آن زمان به بعد، نام آن مکان باغ بزرگ گورینگ شد. اما او مالکیت مطلق باغ شاه‌توت را به دست نیاورد. بدون اینکه مالکیت مطلق آن با جرج باشد، در سال ۱۶۴۰، این سند، پیش از گریختن چارلز یکم انگلستان به لندن به رسمیت شناخته نشد. (این اتفاق به خانواده سلطنتی بریتانیا کمک کرد تا در زمان جرج سوم آن مکان را پس بگیرند)

#### خانه آرلینگتون
با بی احتیاطی گورینگ، هنری بنت، اولین کنت آرلینگتون عمارت را بدست آورد و زمانی که در ۱۶۷۴ در آتش سوخت، آن را تصرف کرد. سال بعد، خانه آرلینگتون (بخش جنوبی کاخ امروزی)، ساخته شد، و مالکیت مطلق آن در ۱۷۰۲ بدست آمد.

#### خانه باکینگهام

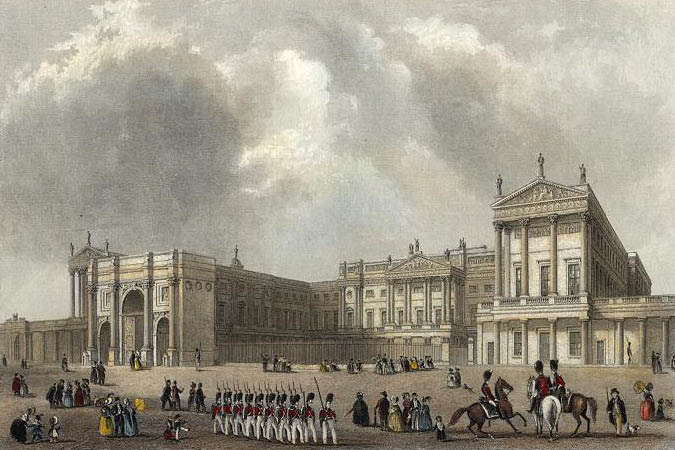
کاخ در سال ۱۸۳۷ میلادی، این نقاشی کمان مرمری را به تصویر می‌کشد و ورود تشریفاتی به محدوده کاخ را نشان می‌دهد.

خانه‌ای که هسته معماری کاخ فعلی را شکل می‌دهد، اولین بار در سال ۱۷۰۳، توسط ویلیام ویند، برای دوک باکینگهام طراحی شد. شیوه اتخاذ شده یک بلوک بزرگ سه طبقه‌ای و مرکزی به همراه دو بخش کناری بود. چارلز شفیلد، نوه باکینگهام، نهایتاً این خانه را در سال ۱۷۶۱با ارزش ۲۱۰۰۰ پوند به جرج سوم فروخت. (ارزش آن در سال ۲۰۱۴، ۲۷۴۰۰۰۰ پوند تخمین زده شد)
جرج سوم، همانند پدربزرگش، جرج دوم، فروش سهم خود از باغ را قبول نکرد، لذا شفیلد نتوانست تمام آن مکان را خریداری کند. زمانی که شفیلد خانه باکینگهام را فروخت، این مکان دوباره به دست خانواده سلطنتی افتاد.

### از خانه ملکه تا کاخ
این خانه در اصل به عنوان خلوت‌گاه شخصی ملکه شارلوت در نظر گرفته شده بود، و با نام خانه ملکه مشهور بود (۱۴ تن از ۱۵ فرزندش در آنجا به دنیا آمدند). کاخ سنت جیمز به عنوان خانه سلطنتی رسمی و تشریفاتی باقی ماند.
بازسازی ساختمان در سال ۱۷۶۲ آغاز شد. بعد از به تخت نشستن جرج چهارم در سال ۱۸۲۰، او نوسازی را با ایده داشتن خانه‌ای کوچک و راحت ادامه داد. در حالی که کار در حال پیشرفت بود، پادشاه تصمیم گرفت با کمک معمار خود، جان نش، خانه را به یک کاخ تبدیل کند. برخی از اسباب و وسایل از خانه کارلتون و برخی دیگر نیز بعد از انقلاب فرانسه، از فرانسه آمدند. نمای بیرونی کاخ، به انتخاب جرج چهارم، به منظور یادآوری تأثیر نئوکلاسیک فرانسه طراحی شده بود. هزینه نوسازی به‌طور چشمگیری افزایش یافت و زیاده‌روی طراحی‌های نش سبب شد تا از سمت خود به عنوان معمار ساختمان، برکنار شود. با مرگ جرج چهارم در سال ۱۸۳۰، برادر کوچکش، ویلیام چهارم، به منظور اتمام کار، ویلیام بلور را استخدام کرد. در یک برهه زمانی، پس از نابودی کاخ وست‌مینستر آن زمان، ویلیام تصمیم گرفت تا کاخ را به خانه مجلس تبدیل کند.

## خانه پادشاهی
سرانجام در سال ۱۸۳۷، و با به تخت نشستن ملکه ویکتوریا، کاخ باکینگهام، به خانه اصلی سلطنتی تبدیل شد. از آن جا که ویلیام چهارم پیش از اتمام ساخت آن مرده بود، او اولین حاکم ساکن در آن بود. در حالی که اتاق‌های دولتی فورانی از آب‌طلا کاری و استفاده از رنگ‌های مختلف بودند، سایر قسمت‌های کاخ، شکوه چندانی نداشتند. طبق گزارش‌ها، یک دلیل آن این است که، دودکش‌ها دود زیادی ایجاد می‌کردند تا آتش درون کاخ کم‌فروق شود، و در نتیجه دربار در عظمتی یخی، منجمد می‌شد. تهویه آن چنان بد بود که بوی دود در داخل کاخ احساس می‌شد، و زمانی که تصمیم به نصب چراغ‌های نفتی گرفته شد، نگرانی‌هایی جدی در ارتباط با هوای طبقات پایینی ایجاد شد. همچنین گفته می‌شد، خدمه سهل‌انگار و تنبل و کاخ نیز کثیف بود. با ازدواج ملکه در سال ۱۸۴۰، همسرش شاهزاده آلبرت شروع به سازماندهی دوباره مقامات و کارکنان خانواده سلطنتی و اشتباهات مربوط به طراحی کاخ کرد. در همان زمان مشکلات برطرف شدند. اما، سازندگان باید چند دهه دیگر بازمی‌گشتند.
در سال ۱۸۴۷، آن زوج کاخ را برای زندگی درباری و خانواده در حال رشدشان کوچک دیدند، و در نتیجه بخش تازه که توسط ادوارد بلور طراحی و به وسیله توماس کوبیت ساخته شده بود، ساختمان مرکزی را احاطه کرد. جلوی شرقی بزرگ، که روبه‌رو مرکز خرید لندن قرار دارد، امروزه «چهره عمومی» کاخ باکینگهام طلقی می‌شود و شامل ایوانی است که خانواده سلطنتی در رخدادهای مهم و جشن تولد پادشاه و ملکه به جمعیت حاضر خوش آمد گویی می‌کنند. سالن رقص و ساختمان اتاق‌های دولتی نیز در این زمان و با طراحی شاگرد نش، یعنی جیمز پنتورن ساخته شدند.
پیش از مرگ شاهزاده آلبرت، این کاخ بارهای میزبان سرگرمی‌های موزیکال بود و بزرگترین موسیقی‌دان‌های آن عصر اجراهای زیبایی را در کاخ باکینگهام به نمایش گذاشتند. آهنگساز معروف، فیلیکس مندلسون، به خاطر سه بار نواختن موسیقی در آن‌جا شهرت فراوانی کسب کرد. یوهان اشتراوس (پسر) و گروه ارکستش، در آن‌جا موسیقی خود را اجرا کردند. «رقص آلیس» از آثار اشتراوس، برای اولین بار در این کاخ و به افتخار دختر ملکه، اجرا شد. در زمان ملکه ویکتوریا، این کاخ علاوه بر جشن‌های سلطنتی، اعطای نشان، و سخنرانی‌های رایج، شاهد اعطای سخاوتمندانه لباس‌ها بود.
ملکه بیوه شده در سال ۱۸۶۱، از زندگی میان عموم فاصله گرفت و کاخ باکینگهام را به مقصد قلعه ویندسور، دژ بالمورال و خانه اسبورن ترک کرد. به مدت چند سال این کاخ بدون استفاده قرار گرفت و از چشم‌ها به دور ماند. در سال ۱۸۶۴، در یادداشت چسبیده به محوطه کاخ باکینگهام، نوشته شده بود: «این محل فرماندهی به دلیل کاهش کسب‌وکار به اجاره یا فروش می‌رسد.» نهایتاً، ملکه ویکتوریا را مجبور کردند که به لندن بازگردد، اگرچه پس از آن، او ترجیح می‌داد تا جای امکان در مکانی دیگر اقامت کند. رخدادهای دربار هنوز به جای این کاخ، در قلعه ویندسور برگزار می‌شد، و اغلب با اداره ملکه غمگین، که به‌طور عادت روزها لباس سیاه می‌پوسید، کاخ باکینگهام برای مدتی دراز شاهد هیچ رخداد مهمی نبود.

### داخل کاخ

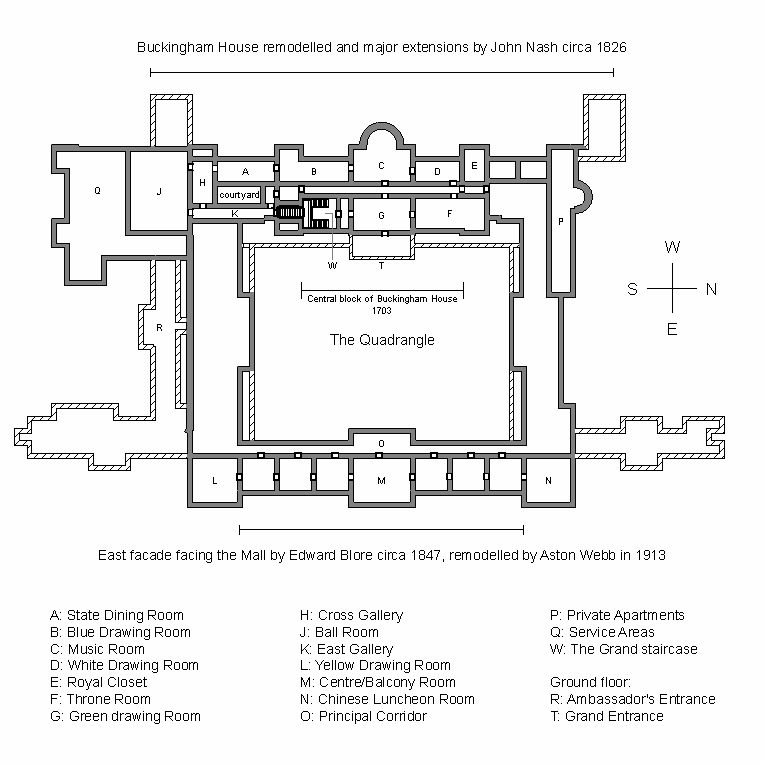
اشکوب اصلی کاخ باکینگهام. A: اتاق غذاخوری دولتی؛ B: اتاق آبی؛ C: اتاق موسیقی؛ D: اتاق سفید؛ E: پناه‌گاه سلطنتی؛ F: اتاق تاج و تخت؛ G: اتاق سبز؛ H: گالری؛ J: سالن رقص؛ K:گالری شرقی؛ L:اتاق زرد؛ M:اتاق مرکزی/ایوان؛ N: اتاق غذاخوری چینی؛ O: راه‌پله اصلی؛ P: آپارمان‌های شخصی؛ Q: سرویس‌های بهداشتی؛ W: راه‌پله بزرگ. در طبقه همکف. R: ورودی رسمی؛ T:ورودی بزرگ. نکته: این فقط یک نقشه ساده بدون مقیاس است. اندازه برخی اتاق‌ها ممکن است اندکی متفاوت باشد.

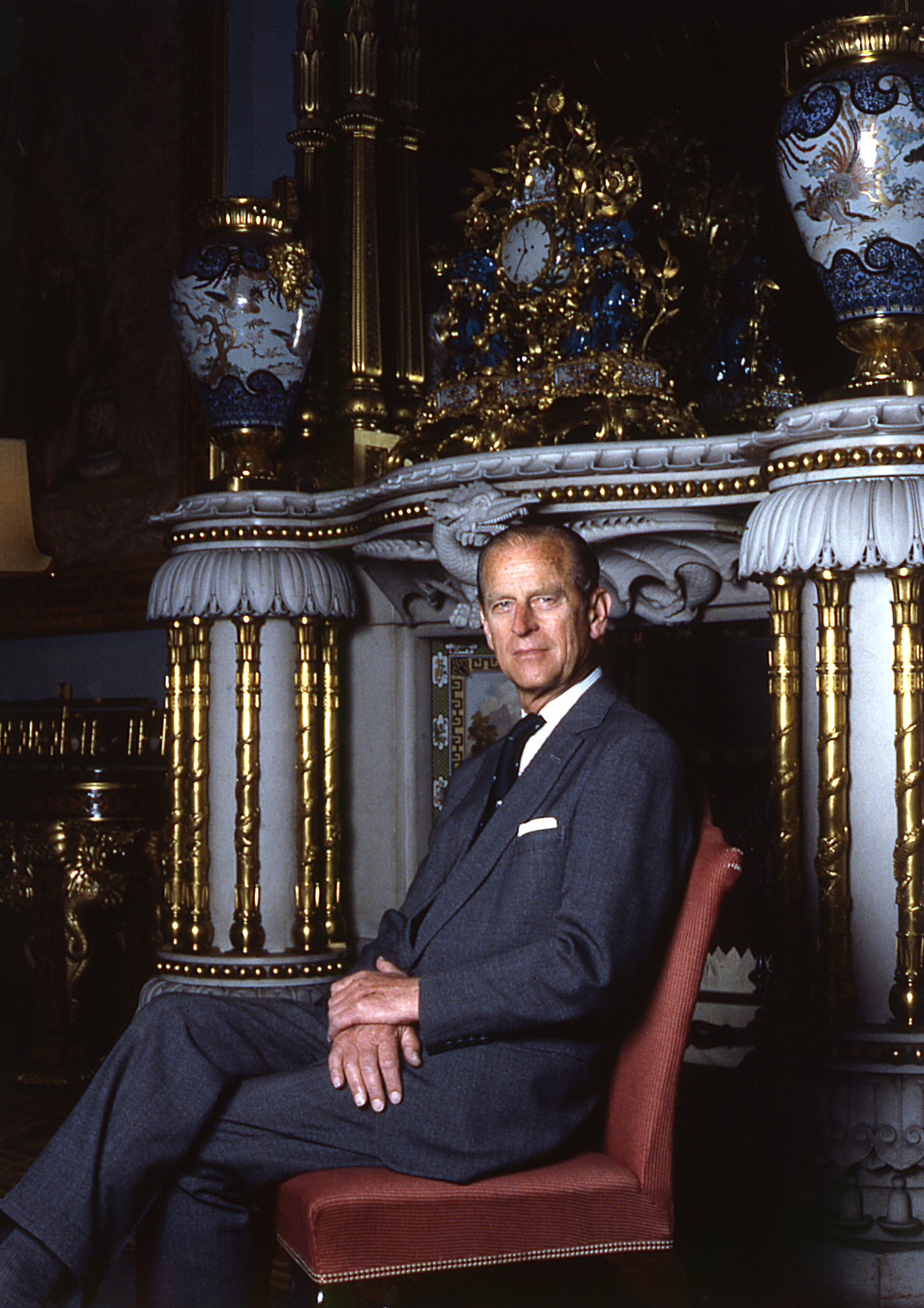
دوک ادینبورگ، این عکس در کنار یک شومینه پر زرق و برق چینی که از پاویلیون براتون آمده، ثبت شده‌است.

اندازه کاخ ۱۰۸متر در ۱۲۰ متر بوده و ارتفاع آن ۲۴ متر است و شامل بیش از ۷۷۰۰۰ متر مربع زمین می‌باشد. اتاق‌های اصلی کاخ بر روی اشکوب اصلی و پشت نمای باغ رو به غرب در عقب کاخ قرار دارند. در مرکز سوئیت اتاق‌های دولتی، اتاق موسیقی واقع است و کمان بزرگ آن، ویژگی غالب نمای کاخ است. در دو جناح اتاق موسیقی، اتاق‌های آبی و سفید قرار دارند. در مرکز این سویت، یک راهرو ۵۰ متری برای اتصال به اتاق‌های دولتی وجود دارد که به عنوان گالری آثار هنری به کار می‌رود. این گالری بسیار بزرگ است و شامل آثار بی‌شماری از هنرمندانی چون رامبرانت، آنتونی فان دیک، پیتر پل روبنس و توهانس فرمیر می‌باشد؛ سایر اتاق‌هایی که از گالری آثار هنری بدان‌ها راه است، عبارتند از اتاق تاج و تخت و اتاق سبز. اتاق سبز به عنوان اتاق انتظار اتاق تاج و تخت به‌شمار می‌آید، و بخشی از مسیر منتهی به تخت پادشاهی از اتاق نگهبانی واقع در بالای راه‌پله بزرگ می‌باشد. مجسمه مرمری ملکه ویکتوریا و شاهزاده آلبرت در اتاق نگهبانی واقع است و با پرده‌های زیبا آراسته شده‌است. از این اتاق‌های بسیار رسمی، تنها در جشن‌ها و سرگرمی‌های رسمی استفاده می‌شود، اما در تابستان برای بازدید عموم باز هستند.
دقیقاً زیر آپارتمان‌های دولتی مجموعه‌ای از اتاق‌های کوچکتر وجود دارد که به آپارتمان‌های نیمه دولتی مشهور است. ورودی این اتاق‌ها از تالار مرمری است و در سرگرمی‌های نسبتاً غیررسمی تر کاربرد دارند. برخی از این اتاق‌ها به افتخار مهمانان ویژه نام‌گذاری شده‌اند، مانند اتاق ۱۸۴۴، که آن سال به هنگام آمدن امپراتور نیکلای یکم روسیه تزیین شد، و اتاق ۱۸۵۵، که در آن سوی اتاق کمانی قرار دارد و به افتخار دیدار امپراتور فرانسه، ناپلئون سوم نام‌گذاری شد. در مرکز این مجموعه اتاق کمانی واقع است که سالانه هزاران نفر از طریق آن وارد گاردن پارتی ملکه در باغ پشتی آن می‌شوند. ملکه، شخصاً، در مجموعه کوچکتری از اتاق‌ها که در بخش شمالی واقع است، زندگی می‌کند.
بین سال‌های ۱۸۴۷ و ۱۸۵۰، زمانی که بلور در حال ساخت بخش شرقی بود، اسباب و وسایل پاویلیون برایتون، بار دیگر به کاخ آورده شد. در نتیجه، بیشتر اتاق‌های بخش جدید فضایی کامل شرقی داشتند. اتاق غذاخوری قرمز و آبی چینی، با وسایل اتاق‌های پذیرایی و موسیقی پاویلیون برایتون تزیین شده‌اند، اما دودکشی دارد که آن را فیتهام طراحی کرده‌است. کاغذ دیواری اتاق زرد، در سال ۱۸۱۷، برای تالار برایتون طراحی شده بود، و دودکش این اتاق که به وسیله رابرت جانز طراحی شد. این طرح با وجود مأموران بلندپایه چینی در طاقچه و بال‌های ترسناک اژدهایان، معادل اروپایی یک طرح چینی بود.
در مرکز این بخش، ایوان معروف و پشت در شیشه‌ای آن اتاق مرکزی قرار دارد. این یک تالار به سبک چینی است که به دستور ملکه ماری تزیین شده‌است. اگرچه درهای لاکی را در سال ۱۸۷۳ از برایتون آورده بودند، او در اواخر دهه ۱۹۲۰، با کمک طراحش، چارلز آلوم، یک زمینه چینی در آن به وجود آورد. در طول اشکوب اصلی بخش شرقی، یک گالری بزرگ قرار دارد که اغلب با نام «راهروی اصلی» معروف است، که بخش شرقی ساختمان را می‌پیماید. این راهرو دارای درهای شیشه‌ای، دیوارهای شیشه‌ای یادآور معابد پرسلان و سایر اثاثیه شرقی برایتون است. اتاق غذاخوری چینی و اتاق زرد، در هر یک از دو انتهای این گالری قرار دارند، و اتاق مرکزی نیز در مرکز آن است.
طراحی‌های داخلی در اوایل قرن ۱۹ام، که اکثراً تا به امروز باقی مانده‌اند، شامل استفاده چشمگیر از سنگ مرمرنمای رنگارنگ و لاجوردهای آبی و صورتی می‌شوند که با توصیه چارلز لانگ به کار رفته‌اند. پادشاه ادوارد هفتم دستور به نوآرایی کاخ، با طرح عصر طلایی اروپا به رنگ کرم و طلایی داد.
هنگام بازدیدهای دولت‌های مختلف از بریتانیا، معمولاً رئسای کشورهای خارجی و ملکه، در کاخ باکینگهام سرگرم می‌شوند. آن‌ها به مجموعه‌ای از اتاق‌های بزرگ، نام سوئیت بلژیکی را اختصاص داده‌اند، که در زیر راه‌پله وزیر، در طبقه همکف و بخش رو به شمال قرار دارد. اتاق‌های این مجموعه، به وسیله راه‌روهای باریک به یکدیگر مرتبطند. دارای ارتفاع زیادی و گنبدهای چشم نوازی هستند که به وسیلهٔ نش و به سبک سوان طراحی شده‌اند. راه‌روی دوم مجموعه دارای یک طاق گوتیک سراسریست. شیوه چیدمان وسایل اتاق‌های بلژیکی تغییری نکرده‌است و بعد از خواهر زاده شاهزاده آلبرت، لئوپولد یکم، اولین پادشاه بلژیک نامگذاری شدند. در سال ۱۹۳۶، زمانی که کاخ در اختیار ادوارد هشتم بود، این سوئیت به آپارتمان‌های شخصی کاخ ملحق شد.

## تاریخچه مدرن

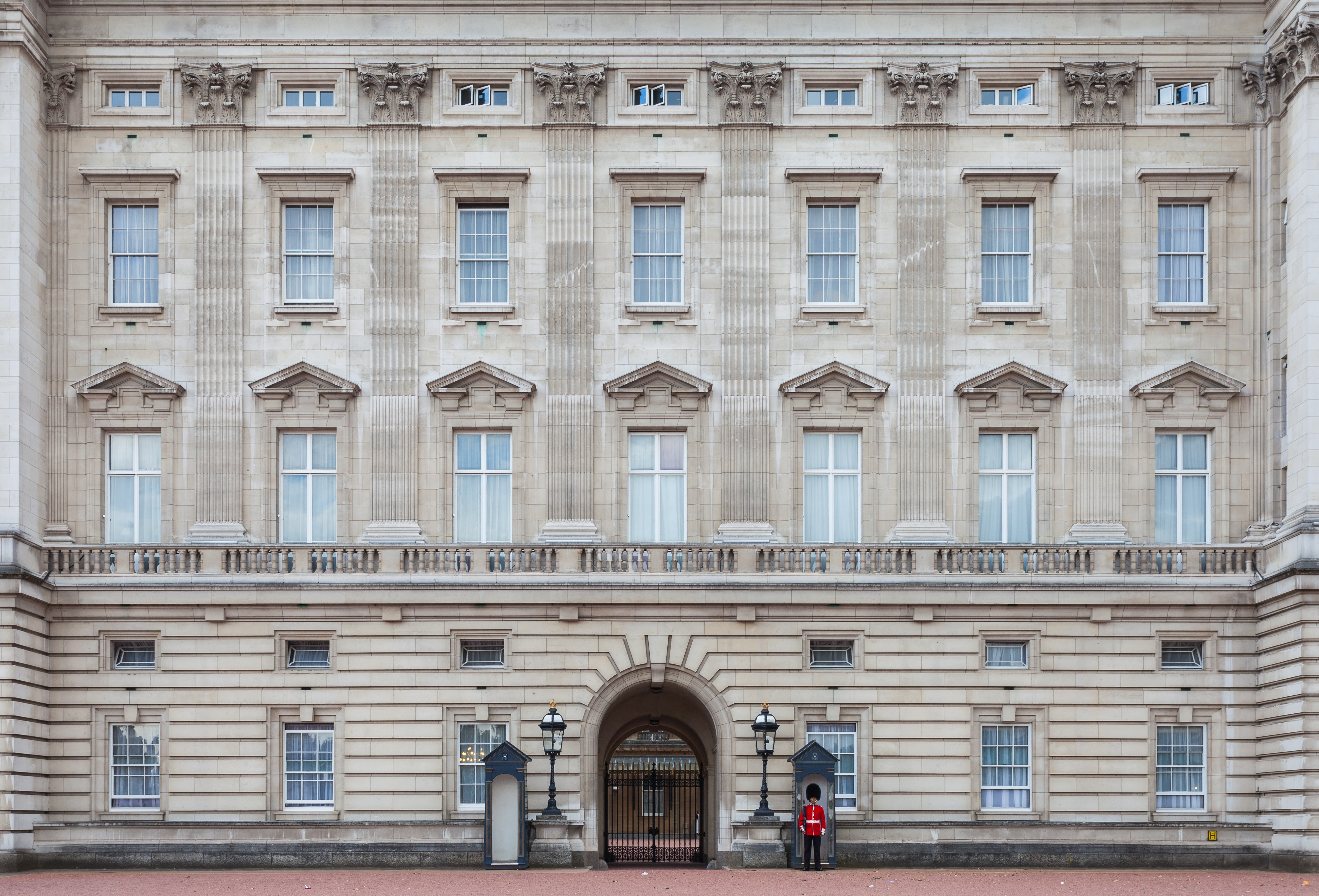
سرباز گارد ملکه در ورودی کاخ باکینگهام.

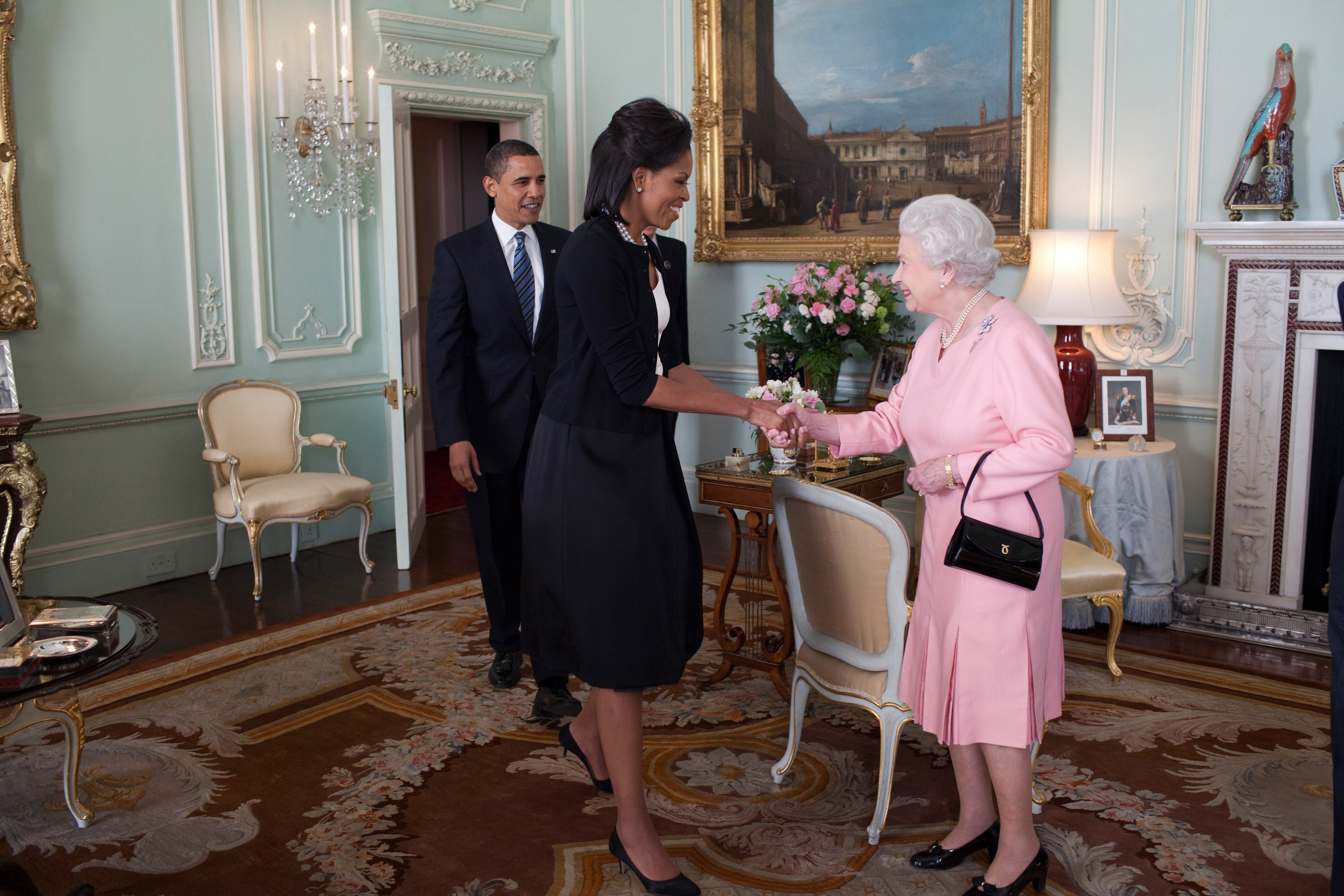
ملکه، ملاقات با سران دولت‌ها را هم در کاخ باکینگهام و هم در قلعه ویندسور می‌پذیرد. اینجا، رئیس‌جمهور و والامقامترین زن در ایالات متحده آمریکا در اتاق ملاقات طبقه اول در آپارمان شخصی بخش شمالی، به دیدار ملکه آمده‌اند.

در سال ۱۹۰۱، با به تخت نشستن ادوارد هفتم (پادشاهی متحده)، کاخ تولدی دوباره یافت. پادشاه تازه به تخت نشسته و همسرش ملکه الکساندرا همواره جلودار جامعه سطح بالای لندن بودند و دوستان آن‌ها، با نام «گروه خانه مارلبرو» والامقامترین و شیکترین افراد عصر خود به‌شمار می‌رفتند. کاخ باکینگهام (تالار رقص، ورودی مجلل، تالار مرمری، راه‌پله مجلل، سالن‌ها و گالری‌هایی که به سبک عصر طلایی اروپا تزیین شده‌اند)، دوباره به مکانی برای سرگرمی در مقیاسی با شکوه تبدیل شد. بسیاری از افراد احساس می‌کنند نوآرایی پر هزینه پادشاه ادوارد با کار نش متناسب نیست.
آخرین کار ساختمانی بزرگ در طول سلطنت پادشاه جرج پنجم انجام شد. این اتفاق در سال ۱۹۱۳روی داد، زمانی که آستون وب جلوی شرقی بلور در سال ۱۸۵۰ را از نوع طراحی کرد تا شبیه لایم پارک گیاکومو لیونی در چشر باشد. این حیاط تغییر چهره یافته از سنگ پرتلند به منظور تبدیل شدن به پرده‌ای برای یادبود ویکتوریا که یک مجسمه بسیار بزرگ است و در خارج محوطه اصلی قرار دارد، ساخته شد. جرج پنجم که در ۱۹۱۰ به جای ادوارد هفتم به تخت نشست، شخصیت بسیار جدی تری نسبت به پدرش داشت. او به جای جشن‌های سخاوتمندانه، بیشتر بر سرگرمی‌های رسمی و وظایف سلطنتی تأکید داشت. او مجموعه‌ای از اجراهای فرمایش سلطنتی را با استفاده از موسیقی‌دانان جاز مانند گروه جاز دیکسی‌لند (۱۹۱۹)، ترتیب داد (سیدنی بشی و لویی آرمسترانگ در سال ۱۹۳۲، اولین اجرای جاز برای رئیس کشور را به نمایش گذاشتند. این واقعه سبب شد که بعدها و در سال ۲۰۰۹، کاخ باکینگهام، به عنوان یکی از سالن‌هایی که کمک فراوانی به موسیقی جاز بریتانیا کرده‌است، نامزد دریافت پلاک آبی جشنواره جاز برکون شود). ملکه ماری همسر جرج پنجم، در هنر سررشته داشت و به بازسازی و افزودن هنر و وسایل سلطنتی به شدت علاقه‌مند بود. همچنین ملکه ماری اسباب و اثاثیه تازه فراوانی مانند یک جفت گچ بری بخاری مرمری به سبک امپراتوری داشت که طراح آن بنجامین وولیامی (در سال ۱۸۱۰) بود. ملکه آن را در اتاق کمانی طبقه هم‌کف قرار داد که اتاقی بزرگ و کم ارتفاع بود و در مرکز محوطه باغ قرار داشت. همچنین ملکه ماری مسئول تزیین دکوراسیون اتاق آبی بود. طول این اتاق ۲۱ متر و قبلاً به نام اتاق جنوبی مشهور بود. سقف آن را نش، طراحی و با طاقچه‌های طلایی آن را طاقدار کرده بود.
کتابی که بخش کلکسیون سلطنتی در سال ۱۹۹۹ چاپ کرد، بیان داشت که کاخ دارای ۱۹ اتاق دولتی، ۵۲ اتاق‌خواب اصلی، ۱۸۸ اتاق‌خواب برای خدمه، ۹۲ اداره و ۷۸ سرویس بهداشتی است. این کاخ در مقایسه با کاخ‌های امپراتوری روسیه در سن پترزبورگ و تزارسکوی سلو، کاخ پاپ در رم، کاخ سلطنتی مادرید، کاخ سلطنتی استکهلم و حتی کاخ قدیمی وایت‌هال، شهر ممنوعه و قصر پوتالا کوچک است. تغییر کوچکی در سال ۱۹۳۸ اعمال شد و مطابق آن، پاویلیون شمال غربی، که نش آن را به عنوان اثری هنری طراحی کرده و در بین سال‌های ۱۹۱۱ و ۱۹۱۳ به محلی برای برگزاری مهمانی‌های دربار تبدیل شده بود، به یک استخر شنا مبدل شد.

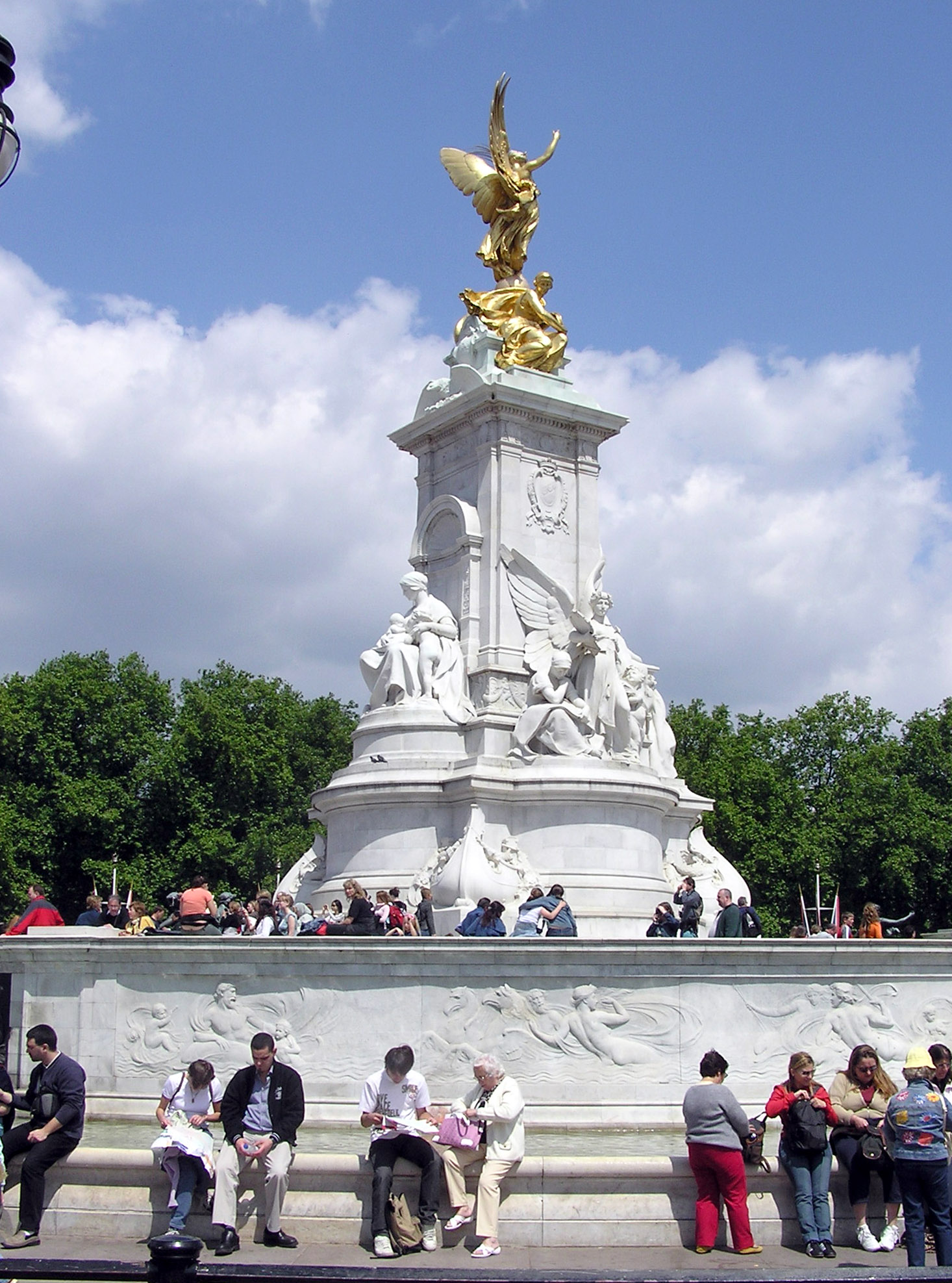
یابود ملکه ویکتوریا

 در سال ۱۹۱۱ به دست توماس بروک ساخته شد و در مقابل دروازه‌های اصلی کاخ باکینگهام قرار گرفت و اطرافش مملو معماری‌های آستون وب است.
در طول جنگ جهانی اول، کاخ و خانه پادشاه جرج پنجم و ملکه ماری هیچ خسارتی ندیدند. این موضوع زمانی ارزشمند است که با وجود سنگری چون دژ ویندسور، خانواده سلطنتی در همان مکان باقی مانند. پادشاه جیره‌بندی را در کاخ به کار گرفت و سبب افزایش ترس در مهمانان و خانواده خود شد. دیوید لوید جرج، به منظور آگاهی پادشاه، او را متقاعد ساخت تا در آیند در ظاهر انبارهای شراب را ببندد و از مشروبات الکلی پرهیز کند تا به یک مثال عینی در دوری از مستی تبدیل شود. کارکنان به نوشیدن شراب ادامه دادند و شاه از پرهیز اجباری خود، ناراحت بود.
کاخ در طول جنگ جهانی دوم دوران بدتری را سپری کرد و بیش از ۷ بار بمباران شد که جدی‌ترین آن‌ها در سال ۱۹۴۰ اتفاق افتاد و منجر به خرابی کلیسای کاخ شد. این اتفاق در سینماهای سراسر بریتانیا نمایش داده شد تا نشان دهند که ثروتمندان نیز همانند فقیران رنج می‌کشند. یک بار که پادشاه جرج هفتم و ملکه الیزابت در کاخ بودند، بمبی به ساختمان اصلی اصابت کرد و سبب شکستن شیشه‌ها و خرابی کلیسا کاخ شد. اما پوشش این حوادث در زمان جنگ به شدت محدود شد. پادشاه و ملکه در مقابل نقش بازی کردند تا خانه بمب خورده خود را نمایش دهند، ملک همانند همیشه لبخند می‌زد و لباسی تر و تمیز و یک کلاه به تن داشت و آن را با کتی ست کرده بود تا نشان دهد صدمه‌ای ندیده است. در این زمان بود که ملکه جمله مشهور خود را بیان کرد: «من خوشحالم که کاخ مورد اصابت بمب قرار گرفته‌است. اکنون می‌توانم انتهای شرقی لندن را به آسانی ببینم.» همان‌طور که مجله ساندی گرافیک گزارش داد، خانواده سلطنتی با افراد جامعه ابراز همدردی می‌کردند:
نوشته سردبیر: پادشاه و ملکه از رنجی که مردم می‌کشند، به ستوه آمده‌اند. برای دومین بار، یک بمب افکن آلمانی تلاش کرده‌است که آنان را بکشد و خانه شاهنشاهیشان را نابود کند. زمانی که این جنگ به اتمام رسد خطر بزرگی که پادشاه جرج، ملکه الیزابت و مردم را تهدید می‌کند، به خاطره‌ای شیرین بدل خواهد شد و آیندگان از آن الهام خواهند گرفت.
در روز پیروزی در اروپا (۸ مه ۱۹۴۵)، این کاخ مرکز جشن و پای‌کوبی در بریتانیا بود. در این روز پادشاه، ملکه، ملکه آینده، یعنی شاهزاده الیزابت و شاهزاده مارگارت در ایوان ظاهر شدند تا ندای «سلامت باشید» جمعیت عظیم حاضر در مرکز خرید لندن را نظاره کنند.
ادوارد جونز مجرمی بود که به گفته چارلز دیکنز در ۴۰ سال بعد، بین سال‌های ۱۸۳۸ و ۱۸۴۱، ۳ بار توانست وارد قصر شود. در سال ۱۹۸۲، مایکل فاگان توانست دوبار وارد قصر شود و در یکی از این موارد با ملکه روبه‌رو شد. طبق گزارش‌ها، ملکه خون‌سردی خود را حفظ کرد و در همین حال پلیس قصر او را بازداشت نمود در حالی که فاگان هیچ حرکت تهدید‌آمیزی نسبت به ملکه انجام نداده بود.

### قرن ۲۱ام: استفاده سلطنتی و دسترسی عموم

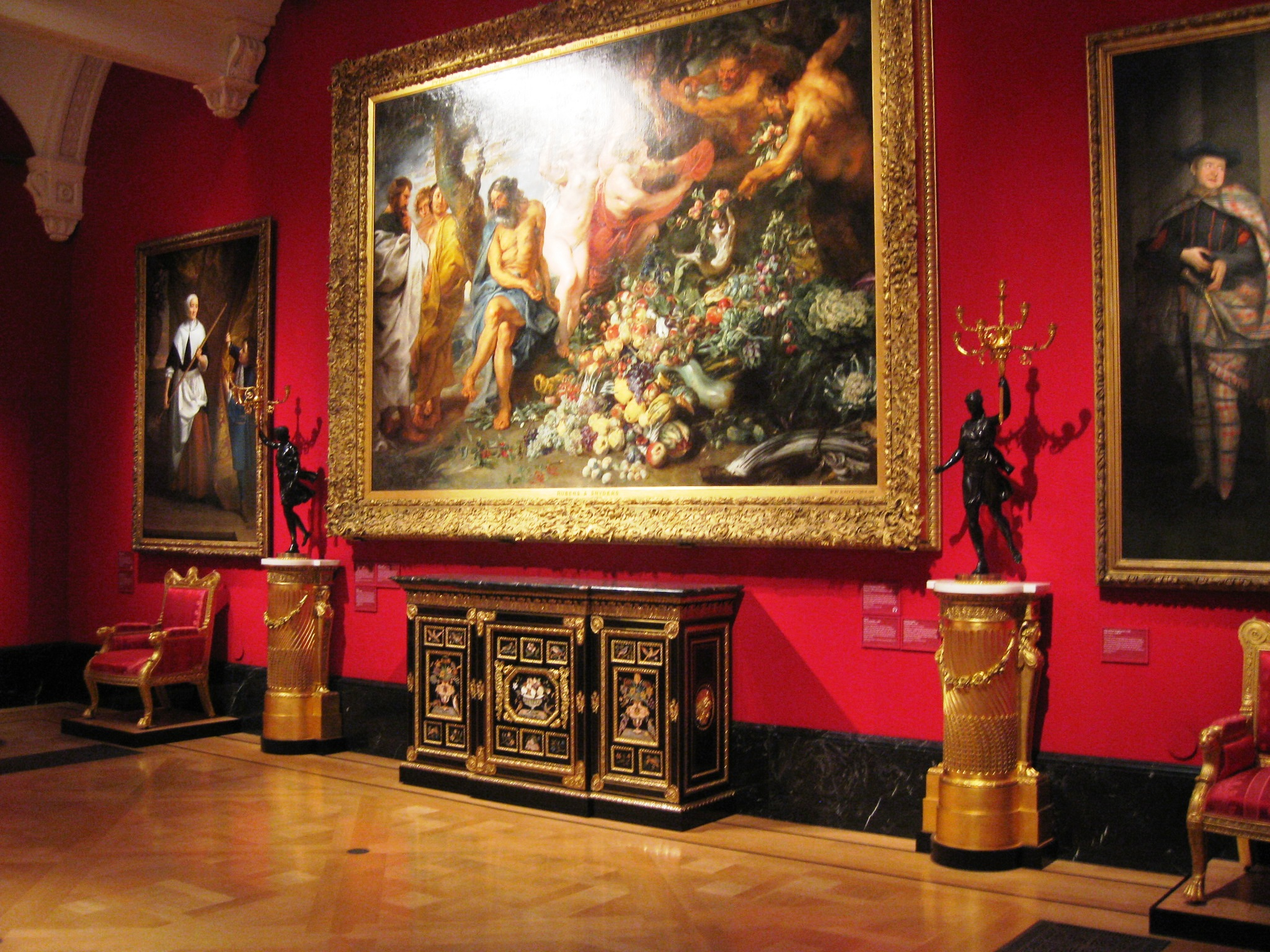
گالری ملکه در مکان کلیسای قبلی ساخته شد و به‌طور مداوم برای بازدید عموم باز است و مجموعه‌ای از آیتم‌های در حال تغییر را نمایش می‌دهد.

سالانه ۵۰۰۰۰ مهمان در گاردن پارتی‌ها، ملاقات‌ها، بارهای عموم، ضیافات سرگرم می‌شوند. گاردن پارتیها اغلب سه بار در سال در فصل تابستان و اکثراً ماه ژوئیه برگزار می‌شوند. حیاط کاخ باکینگهام به منظور رژه گارد ملکه به کار می‌رود. این رژه یک جشن بزرگ است و توجه توریست‌ها را جلب می‌کند (در ماه‌های تابستان هر روز و در سایر ماه‌ها یک روز در میان).
این کاخ مانند قلعه ویندسور در اختیار دولت بریتانیا است. برخلاف کاخ ساندرینگه، دژ بالمرال، این جزء ویژگی‌های شخصی پادشاه نیست. بسیاری ار محتویات کاخ باکینگهام، قلعه ویندسور، کاخ کنزینگتون و کاخ سنت جیمز به کلکسیون سلطنتی مشهورند؛ آن‌ها برای پادشاهند، ولی عموم می‌توانند آن‌ها را در گالری ملکه نظاره کنند. برخلاف کاخ و قلعه، گالری همواره باز است و مجموعه‌ای از آیتم‌های در حال تغییر را نمایش می‌دهد. اتاق‌هایی که شامل گالری ملکه می‌باشند در مکان کلیسای سابق قرار دارند. این کلیسا بر اثر یکی از هفت بمبی که در جنگ جهانی دوم بر سر کاخ فرود آمد نابود شد. از سال ۱۹۹۳، اتاق‌های دولتی کاخ در ماه‌های اوت و سپتامبر برای عموم باز است. پول حاصل از هزینه ورودی، صرف نوسازی قلعه ویندسور می‌شود، که در سال ۱۹۹۲ در آتش سوخت و بسیاری از اتاق‌های دولتی آن نابود شد.
در ماه مه ۲۰۰۹، نمایندگان کمیته حساب‌رسی عمومی در پاسخ به درخواست ملکه مبنی بر اختصاص پول بیشتر برای تعمیر کاخ، عنوان کردند که برای به دست آوردن ۴ میلیون پوند پول بیشتر لازم است که کاخ سالانه بیش از ۶۰ روز (روزهای فعلی) برای عموم باز باشد. اکنون دولت بریتانیا سالانه ۱۵ میلیون پوند را به نگهداری و تعمیر کاخ اختصاص می‌دهد.
بنابر این، کاخ باکینگهام، یک نماد و خانه سلطنت بریتانیا و یک نگارخانه هنری و جاذبه گردشگری است. در ورای نرده‌های طلایی و دروازه‌هایی که در سال ۱۹۱۱ به وسیله انجمن آثار هنری برومس‌گرو تکمیل شدند و محوطه معروف وب که در یک کتاب منتشر شده به وسیله کلکسیون سلطنتی به عنوان «ایده همه از کاخ» معرفی شده‌است، نه تنها خانه روزمره ملکه و شاهزاده فیلیپ است، بلکه محل اقامت شاهزاده اندرو، دوک یورک و شاهزاده ادوارد، ارل وسکس و سوفی، کنتس وسکس می‌باشد. همچنین این کاخ محل اقامت مقامات خانواده سلطنتی است و محل کار ۴۵۰ نفر می‌باشد.